# Модель води

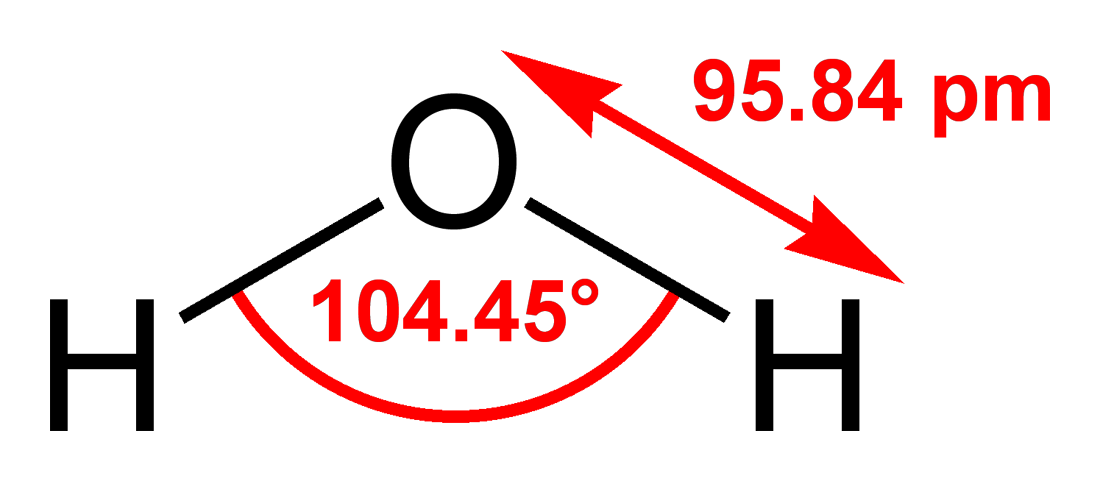
Модель води визначається її геометрією, у поєднанні з іншими параметрами такими як атомні заряди і параметри Леннарда-Джонса.

В обчислювальній хімії, модель води використовується для симуляції і термодинамічного розрахунку водних кластерів, рідкої води, і водних розчинів із певним розчинником. Моделі визначаються за допомогою квантової механіки, молекулярної механіки, експериментальних результатів, і їх комбінацій. Для імітації специфічної природи молекул було розроблено багато різних типів моделей. Загалом, їх можна класифікувати на такі три типи; (i) числом точок взаємодії, які називаються сайт, (ii) чи є модель гнучкою чи жорсткою, (iii) чи містить модель ефекти поляризації.

## Прості моделі води
Жорсткі моделі розглядаються найпростіші моделі води, які засновуються на невалентних взаємодії. В таких моделях, розглядаються взаємодії спричинені голономними зв'язками. Електростатична взаємодія моделюється на основі закону Кулона а сили дисперсії і відштовхування на основі потенціалу Леннарда-Джонса.
Зображення знизу показує загальну форму моделей води, що мають від 3- до 6-сайтів. Точні геометричні параметри (відстань OH і кут HOH) змінюється в залежності від моделі.